# Lilija Nurutdinova
Lilija Foatovna Nurutdinova (in russo Лилия Фоатовна Нурутдинова?; Naberežnye Čelny, 15 dicembre 1963) è un'ex mezzofondista russa, fino al 1991 sovietica, campionessa mondiale degli 800 metri piani a Tokyo 1991.

## Palmarès
| Anno                                      | Manifestazione  | Sede       | Evento      | Risultato | Prestazione | Note                          |
| ----------------------------------------- | --------------- | ---------- | ----------- | --------- | ----------- | ----------------------------- |
| In rappresentanza dell' Unione Sovietica  |                 |            |             |           |             |                               |
| 1990                                      | Europei         | Spalato    | 800 m piani | Bronzo    | 1'57"39     |                               |
| 1991                                      | Mondiali        | Tokyo      | 800 m piani | Oro       | 1'57"50     |                               |
| In rappresentanza della Squadra Unificata |                 |            |             |           |             |                               |
| 1992                                      | Giochi olimpici | Barcellona | 800 m piani | Argento   | 1'55"99     | Miglior prestazione personale |
| 1992                                      | Giochi olimpici | Barcellona | 4 × 400 m   | Oro       | 3'20"20     | [ 1 ]                         |
| In rappresentanza della Russia            |                 |            |             |           |             |                               |
| 1993                                      | Mondiali        | Stoccarda  | 800 m piani | dq        | dq          |                               |